# Quercus andresii
Quercus andresii är en bokväxtart som beskrevs av R.Alonso och Al. Quercus andresii ingår i släktet ekar, och familjen bokväxter. Inga underarter finns listade.